# إدوارد آرثر كار
إدوارد آرثر كار (بالإنجليزية: Edward Arthur Carr)‏ هو سياسي نيجيري، ولد في 7 أبريل 1903، وتوفي في 5 يونيو 1966.